# Таріат
Таріат (монг.: Тариат) — сомон Архангайського аймаку Монголії. Територія 3,8 тис. км², населення 7,7 тис. чол.. Центр селище Хорго. Знаходиться на відстані 166 км від Цецерлега, 633 км від Улан-Батора. Школа, лікарня, сфера обслуговування, туристичні бази, майстерні.

## Рельєф

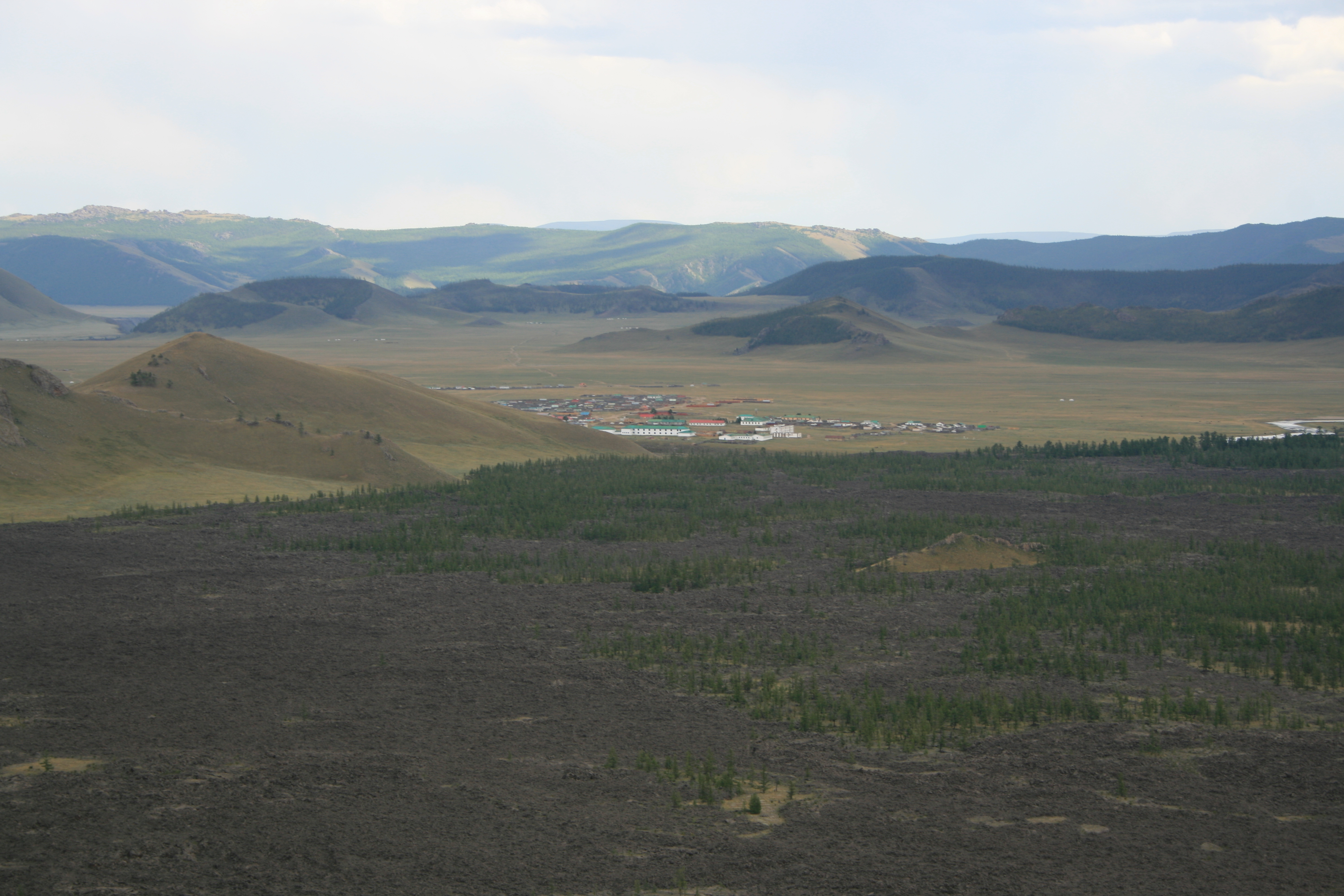
Сомон Таріат, фото зроблено з вулкану Хорго

Сомон розташований на березі озера Терхийн Цанаан унур. Гори: на півночі хребет Тарбагатай (3200 м) на південному сході річки Терх, Чулуут, Хунжил, Суман, Мурун та їх притоки, озера Терхийн Цагаан, Худуу, Цагаан та ін.. Перевали Солонгот, Хунжил.

## Корисні копалини
Багатий на залізну руду, дорогоцінне каміння, будівельна сировина.

## Клімат
Різкоконтинентальний клімат, середня температура січня −24-26 градусів, середня температура липня +12-14 градусів. У середньому протягом року в гірській місцевості випадає 400 мм опадів, в долинах річок 300 мм опадів.

## Тваринний світ
Водяться вовки, лисиці, зайці, архари, бабаки.

## Межі сомону
Сомон межує з такими сомонами аймаку Архангай: Жаргалант, Ундер-Улаан, Хангай, Цахир, на півночі межує з аймаком Хувсгел.